# Abarth 205
De Abarth 205 is een auto geproduceerd door het Italiaanse automerk Abarth. De Cisitalia-Abarth 204 werd namelijk nog door Cisitalia geproduceerd toen Carlo Abarth hier werkzaam was. Beide wagens gebruiken wel dezelfde 1.1 liter-motor van FIAT. 
De carrosserie van deze 205 werd ontworpen door Alfredo Vignale, oprichter van het automerk Vignale. In maart 1950 behaalde de wagen reeds zijn eerste succes. Guido Scagliarini reed de 205 naar winst in de 1100-klasse in de Coppa InterEuropa te Monza. Het was pas na deze winst dat de wagen aan het grote publiek werd voorgesteld tijdens het Autosalon van Turijn in 1950.
De coupé werd aan een gelijkaardige prijs verkocht als een Ferrari met 2.0 liter-motor. Dit trok weinig klanten aan waardoor slechts 3 exemplaren van de 205 werden gemaakt.